# Kōnan-ku (Niigata)
Kōnan-ku (江南区?) es uno de los ocho distritos administrativos que conforman la ciudad de Niigata, capital de la prefectura de Niigata, en la región de Hokuriku, Japón. El 1 de marzo de 2021 tenía una población estimada de 67 927 habitantes y una densidad de población de 629 personas por km².

## Geografía
Kōnan-ku se encuentra en una región interior del centro-norte de la prefectura de Niigata, cerca del centro de la ciudad de Niigata, directamente al sur de Chūō-ku. El barrio está rodeado por el río Agano, el río Koagano, el río Shinano y la autopista Nihonkai-Tōhoku.

## Historia
El barrio fue creado en 2007 cuando Niigata se convirtió en ciudad designada por decreto gubernamental.